# Castello di Borgagne
Il castello di Borgagne, denominato castello Petraroli dal cognome della famiglia che lo costruì, è situato a Borgagne in provincia di Lecce. In origine si ergeva ai margini del piccolo centro abitato, in direzione est, allo scopo di svolgere, con più efficacia, la sua funzione difensiva contro i pericoli provenienti dalla direzione del mare.

## Descrizione
Il complesso presenta una pianta rettangolare che, in corrispondenza dello spigolo nord-est, ingloba parzialmente una torre innalzata nel 1498; l'anno si ricava dall'iscrizione che, murata con l'arme gentilizia del Petraroli sul versante ovest della torre, così recita: «BELLISARI(us) DE PETRAROLIS / BURGANEI DO(minus) FEDERICO / REGI FIDUS IN PRI(n)CIPIUM / ARCI(s) ET TUTELAM / INCOLARUM POSUIT / TURRIUM 1498». L'iscrizione lascia intendere che, quando la torre fu innalzata a difesa dell'abitato, questo era privo di qualsiasi apprestamento difensivo; l'opera di fortificazione intrapresa dal Petraroli non si arrestò con la costruzione della sola torre che, tra l'altro, non poteva esplicare un'efficace difesa e serviva, al massimo a poter effettuare un'azione di avvistamento preventivo, ma dovette proseguire a breve tempo con la costruzione del castello la cui presenza fu, nel 1531, puntualmente registrata dal commissario regio incaricato di procedere alla stima dei beni feudali di cui il Petraroli fu spogliato per aver aderito alla congiura antispagnola ordita dal baronaggio napoletano nel 1527/28. I Petraroli, spogliati dei loro possedimenti feudali, riuscirono successivamente a rientrare nelle grazie dei sovrani e a farsi reintegrare nel possesso dei feudi perduti; nel 1601, il feudo di Borgagne che comprendeva i due feudi di Pasulo e San Salvatore, quest'ultimo disabitato, fu venduto da  Lucrezia Petraroli al leccese Vincenzo Maria Zimara con tutti i beni feudali, tra i quali il castello. Quindici anni dopo, il feudo di Borgagne fu venduto dagli Zimara al genovese Giovan Battista Spinola.
Il castello si sviluppa a pianta quadrata con cortile centrale, ed ha subito interventi, anche recenti, in relazione alla sua utilizzazione attuale ad abitazione privata. Un tempo vi erano anche piombatoi, feritoie e un fossato, prima che diverse opere di ristrutturazione alterassero alcune parti dell'edificio in maniera irrimediabile. Pertinente al castello è la piccola cappella della Madonna del Rosario.